# 近畿自動車道
近畿自動車道（きんきじどうしゃどう、英語: KINKI EXPWY）は、大阪府吹田市から松原市へ至る高速道路（高速自動車国道）。略称は近畿道（きんきどう）。
高速道路ナンバリングによる路線番号は、阪和自動車道（松原IC - 和歌山JCT間）とともに「E26」が割り振られている。
法律上の正式な路線名としての「近畿自動車道」については後述する。

## 概要
中国自動車道および大阪府道2号大阪中央環状線（側道）と併せて大阪市の郊外を環状に結び、大阪外環道を構成する。北側（名神高速道路・中国自動車道）と南側（西名阪自動車道・阪和自動車道）を直接結ぶ。近畿道の開通前は奈良・南大阪・和歌山方面から名神・中国道方面へ抜けるのに阪神高速道路1号環状線（大阪都心）の経由が必要だった。
最高速度は吹田インターチェンジ (IC) から茨木本線料金所跡の間が60 km/h、それ以外の区間は80 km/hである。
西日本高速道路（NEXCO西日本）による道路名としての近畿自動車道は、高速自動車国道の近畿自動車道 天理吹田線に指定された区間のうち、一般に吹田ジャンクション (JCT) - 松原IC間（中国自動車道・名神高速道路から阪和自動車道まで）の高速道路を指し、近畿自動車道 伊勢線や名古屋神戸線、敦賀線など別の法定路線名に指定された近畿自動車道の区間については、別の道路名で区別される。

### 路線名・道路名
法律上の正式な路線名としての近畿自動車道は、以下の各路線の総称である。
国土開発幹線自動車道の予定路線の近畿自動車道は、以下のとおりとされている。
| 路線名       | 起点     | 主たる経過地                                  | 主たる経過地                                  | 終点               |
| ------------ | -------- | --------------------------------------------- | --------------------------------------------- | ------------------ |
| 伊勢線       | 名古屋市 | 四日市市                                      | 津市                                          | 伊勢市             |
| 名古屋大阪線 | 名古屋市 | 四日市市                                      | 天理市 大阪市                                 | 吹田市             |
| 名古屋神戸線 | 名古屋市 | 四日市市付近 大津市付近 京都市付近 高槻市付近 | 四日市市付近 大津市付近 京都市付近 高槻市付近 | 神戸市             |
| 紀勢線       | 松原市   | 和歌山市 田辺市付近 新宮市付近 尾鷲市付近     | 和歌山市 田辺市付近 新宮市付近 尾鷲市付近     | 三重県多気郡多気町 |
| 敦賀線       | 吹田市   | 三田市付近 福知山市 舞鶴市 小浜市付近         | 三田市付近 福知山市 舞鶴市 小浜市付近         | 敦賀市             |

高速自動車国道の路線の近畿自動車道は、以下のとおりとされている。
| 路線名         | 起点     | 重要な経過地 | 重要な経過地 | 重要な経過地 | 重要な経過地 | 終点                       |
| -------------- | -------- | --- | --- | --- | --- | -------------------------- |
| 伊勢線         | 名古屋市 | 春日井市 清須市 | 愛知県海部郡飛島村 | 弥富市 桑名市 四日市市 鈴鹿市 | 亀山市 津市 松阪市 三重県多気郡多気町                                                                                                  | 伊勢市                     |
| 名古屋亀山線   | 名古屋市 | 春日井市 清須市 | 津島市 愛西市 | 弥富市 桑名市 四日市市 鈴鹿市 | | 亀山市                     |
| 天理吹田線     | 天理市   | 大和郡山市 香芝市 柏原市 羽曳野市 藤井寺市 松原市 大阪市 八尾市 東大阪市 大東市 門真市 守口市 摂津市 茨木市                            | 大和郡山市 香芝市 柏原市 羽曳野市 藤井寺市 松原市 大阪市 八尾市 東大阪市 大東市 門真市 守口市 摂津市 茨木市                            | 大和郡山市 香芝市 柏原市 羽曳野市 藤井寺市 松原市 大阪市 八尾市 東大阪市 大東市 門真市 守口市 摂津市 茨木市                            | 大和郡山市 香芝市 柏原市 羽曳野市 藤井寺市 松原市 大阪市 八尾市 東大阪市 大東市 門真市 守口市 摂津市 茨木市                            | 吹田市                     |
| 名古屋神戸線   | 名古屋市 | 愛知県海部郡飛島村 桑名市 四日市市 鈴鹿市 亀山市 甲賀市 栗東市 大津市 城陽市 京田辺市 八幡市 枚方市 高槻市 茨木市 箕面市 川西市 宝塚市 | 愛知県海部郡飛島村 桑名市 四日市市 鈴鹿市 亀山市 甲賀市 栗東市 大津市 城陽市 京田辺市 八幡市 枚方市 高槻市 茨木市 箕面市 川西市 宝塚市 | 愛知県海部郡飛島村 桑名市 四日市市 鈴鹿市 亀山市 甲賀市 栗東市 大津市 城陽市 京田辺市 八幡市 枚方市 高槻市 茨木市 箕面市 川西市 宝塚市 | 愛知県海部郡飛島村 桑名市 四日市市 鈴鹿市 亀山市 甲賀市 栗東市 大津市 城陽市 京田辺市 八幡市 枚方市 高槻市 茨木市 箕面市 川西市 宝塚市 | 神戸市                     |
| 松原那智勝浦線 | 松原市   | 堺市 和泉市 岸和田市 貝塚市 泉佐野市 泉南市 阪南市 和歌山市 海南市 御坊市 田辺市 和歌山県西牟婁郡すさみ町 東牟婁郡串本町               | 堺市 和泉市 岸和田市 貝塚市 泉佐野市 泉南市 阪南市 和歌山市 海南市 御坊市 田辺市 和歌山県西牟婁郡すさみ町 東牟婁郡串本町               | 堺市 和泉市 岸和田市 貝塚市 泉佐野市 泉南市 阪南市 和歌山市 海南市 御坊市 田辺市 和歌山県西牟婁郡すさみ町 東牟婁郡串本町               | 堺市 和泉市 岸和田市 貝塚市 泉佐野市 泉南市 阪南市 和歌山市 海南市 御坊市 田辺市 和歌山県西牟婁郡すさみ町 東牟婁郡串本町               | 和歌山県東牟婁郡那智勝浦町 |
| 尾鷲多気線     | 尾鷲市   | 三重県北牟婁郡紀北町 | 三重県北牟婁郡紀北町 | 三重県北牟婁郡紀北町 | 三重県北牟婁郡紀北町 | 三重県多気郡多気町         |
| 敦賀線         | 吹田市   | 豊中市 池田市 川西市 伊丹市 宝塚市 西宮市 神戸市 三木市 三田市 丹波篠山市 丹波市 福知山市 綾部市 舞鶴市 小浜市                         | 豊中市 池田市 川西市 伊丹市 宝塚市 西宮市 神戸市 三木市 三田市 丹波篠山市 丹波市 福知山市 綾部市 舞鶴市 小浜市                         | 豊中市 池田市 川西市 伊丹市 宝塚市 西宮市 神戸市 三木市 三田市 丹波篠山市 丹波市 福知山市 綾部市 舞鶴市 小浜市                         | 豊中市 池田市 川西市 伊丹市 宝塚市 西宮市 神戸市 三木市 三田市 丹波篠山市 丹波市 福知山市 綾部市 舞鶴市 小浜市                         | 敦賀市                     |

これらについて、営業中・事業中の道路名に区分すると以下のようになる。
| 路線名       | 路線名         | 道路名 | 道路名                     | 区間                                | 備考 |
| ------------ | -------------- | ------ | -------------------------- | ----------------------------------- | --- |
| 名古屋大阪線 | 名古屋亀山線   | C2     | 名古屋第二環状自動車道     | 名古屋南JCT - 上社JCT - 名古屋西JCT | |
| 名古屋大阪線 | 名古屋亀山線   | C2     | 名古屋第二環状自動車道支線 | 名古屋IC - 上社JCT                  | |
| 名古屋大阪線 | 名古屋亀山線   | E23    | 東名阪自動車道             | 名古屋西JCT - 伊勢関IC              | |
| 名古屋大阪線 | -              | E25    | 名阪国道                   | 亀山IC - 天理IC                     | 並行する一般国道自動車専用道路（国道25号）                                                                        |
| 名古屋大阪線 | 天理吹田線     | E25    | 西名阪自動車道             | 松原JCT - 天理IC                    | |
| 名古屋大阪線 | 天理吹田線     | E26    | 近畿自動車道               | 吹田JCT - 松原IC                    | |
| 名古屋大阪線 | 天理吹田線     | E26    | 阪和自動車道               | 松原JCT - 松原IC                    | |
| 名古屋神戸線 | 名古屋神戸線   | E1A    | 伊勢湾岸道路               | 名港中央IC - 飛島IC                 | 並行する一般国道自動車専用道路（国道302号）                                                                       |
| 名古屋神戸線 | 名古屋神戸線   | E1A    | 伊勢湾岸自動車道           | 飛島IC - 四日市JCT                  | |
| 名古屋神戸線 | 名古屋神戸線   | E1A    | 新名神高速道路             | 四日市JCT - 神戸JCT                 | 大津JCT - 城陽JCT/IC、八幡京田辺JCT/IC - 高槻JCT/ICは事業中                                                       |
| 伊勢線       | 伊勢線         | C2     | 名古屋第二環状自動車道     | 名古屋西JCT - 飛島JCT               | |
| 伊勢線       | 伊勢線         | E23    | 伊勢自動車道               | 伊勢関IC - 伊勢IC                   | |
| 紀勢線       | 松原那智勝浦線 | E26    | 阪和自動車道               | 松原IC - 和歌山JCT                  | |
| 紀勢線       | 松原那智勝浦線 | E42    | 阪和自動車道               | 和歌山JCT - 有田IC                  | |
| 紀勢線       | 松原那智勝浦線 | E42    | 湯浅御坊道路               | 有田IC - 御坊IC                     | 並行する一般国道自動車専用道路（国道42号）                                                                        |
| 紀勢線       | 松原那智勝浦線 | E42    | 阪和自動車道               | 御坊IC - 南紀田辺IC                 | |
| 紀勢線       | 松原那智勝浦線 | E42    | 紀勢自動車道               | 南紀田辺IC - すさみ南IC             | |
| 紀勢線       | 松原那智勝浦線 | E42    | すさみ串本道路             | すさみ南IC - 串本IC（仮称）         | 並行する一般国道自動車専用道路（国道42号） すさみ串本道路、串本太地道路、新宮道路、紀宝熊野道路、熊野道路は事業中 |
| 紀勢線       | 松原那智勝浦線 | E42    | 串本太地道路               | 串本IC（仮称） - 太地IC（仮称）     | 並行する一般国道自動車専用道路（国道42号） すさみ串本道路、串本太地道路、新宮道路、紀宝熊野道路、熊野道路は事業中 |
| 紀勢線       | 松原那智勝浦線 | E42    | 那智勝浦新宮道路           | 市屋-那智勝浦IC                     | 並行する一般国道自動車専用道路（国道42号） すさみ串本道路、串本太地道路、新宮道路、紀宝熊野道路、熊野道路は事業中 |
| 紀勢線       | -              | E42    | 那智勝浦新宮道路           | 那智勝浦IC - 新宮市三輪崎           | 並行する一般国道自動車専用道路（国道42号） すさみ串本道路、串本太地道路、新宮道路、紀宝熊野道路、熊野道路は事業中 |
| 紀勢線       | -              | E42    | 新宮道路                   | 新宮北IC - 新宮市三輪崎             | 並行する一般国道自動車専用道路（国道42号） すさみ串本道路、串本太地道路、新宮道路、紀宝熊野道路、熊野道路は事業中 |
| 紀勢線       | -              | E42    | 新宮紀宝道路               | 新宮北IC - 紀宝IC                   | 並行する一般国道自動車専用道路（国道42号） すさみ串本道路、串本太地道路、新宮道路、紀宝熊野道路、熊野道路は事業中 |
| 紀勢線       | -              | E42    | 紀宝熊野道路               | 熊野市久生屋町 - 紀宝IC             | 並行する一般国道自動車専用道路（国道42号） すさみ串本道路、串本太地道路、新宮道路、紀宝熊野道路、熊野道路は事業中 |
| 紀勢線       | -              | E42    | 熊野道路                   | 熊野大泊IC - 熊野市久生屋町         | 並行する一般国道自動車専用道路（国道42号） すさみ串本道路、串本太地道路、新宮道路、紀宝熊野道路、熊野道路は事業中 |
| 紀勢線       | -              | E42    | 熊野尾鷲道路               | 尾鷲南IC - 熊野大泊IC               | 並行する一般国道自動車専用道路（国道42号） すさみ串本道路、串本太地道路、新宮道路、紀宝熊野道路、熊野道路は事業中 |
| 紀勢線       | 尾鷲多気線     | E42    | 熊野尾鷲道路               | 尾鷲北IC - 尾鷲南IC                 | 並行する一般国道自動車専用道路（国道42号） すさみ串本道路、串本太地道路、新宮道路、紀宝熊野道路、熊野道路は事業中 |
| 紀勢線       | 尾鷲多気線     | E42    | 紀勢自動車道               | 尾鷲北IC - 勢和多気JCT              | |
| 敦賀線       | 敦賀線         | E2A    | 中国自動車道               | 吹田JCT - 吉川JCT                   | 中国縦貫自動車道と重複                                                                                            |
| 敦賀線       | 敦賀線         | E27    | 舞鶴若狭自動車道           | 吉川JCT - 敦賀JCT                   | |

以下では、NEXCO西日本が営業する道路名としての近畿自動車道（吹田 - 松原間）について詳述する。

## インターチェンジなど
- 施設名欄の背景色が■の部分は廃止された施設である。
- 府道2号大阪中央環状線とすべてのICで接続しているため路線名からは除外している。
- 略字は、ICはインターチェンジ、JCTはジャンクション、PAはパーキングエリア、TBは本線料金所をそれぞれ示す。
- 全区間大阪府内に所在。

| IC 番号          | 施設名     | 接続路線名                                       | 吹田 から (km) | 備考                | 所在地        |
| ---------------- | ---------- | ------------------------------------------------ | -------------- | ------------------- | ------------- |
| 35               | 吹田JCT/IC | E2A 中国自動車道 E1 名神高速道路                 | 0.0            |                     | 吹田市        |
| -                | 茨木TB     |                                                  |                | 松原方面 1994年廃止 | 茨木市        |
| 1                | 摂津北IC   |                                                  | 4.5            | 松原方面出入口      | 摂津市        |
| 2                | 摂津南IC   |                                                  | 6.9            | 吹田方面出入口      | 摂津市        |
| 2-1              | 守口JCT    | 阪神高速12号守口線                               | 7.9            |                     | 守口市        |
| 3                | 門真IC     |                                                  | 11.2           | 吹田方面出入口      | 門真市        |
| 3-1              | 門真JCT    | E89 第二京阪道路 阪神高速2号淀川左岸線（事業中） | 12.7           |                     | 門真市        |
| 4                | 大東鶴見IC |                                                  | 13.7           | 松原方面出入口      | 大阪市 鶴見区 |
| 5                | 東大阪北IC |                                                  | 14.7           | 吹田方面出入口      | 東大阪市      |
| -                | 東大阪PA   | -                                                | 15.7           | 松原方面            | 東大阪市      |
| 6                | 東大阪JCT  | 阪神高速13号東大阪線                             | 16.9           |                     | 東大阪市      |
| 7                | 東大阪南IC |                                                  | 20.4           | 松原方面出入口      | 東大阪市      |
| -                | 八尾TB     | -                                                | 20.5           | 吹田方面            | 八尾市        |
| 8                | 八尾IC     | 国道25号 府道5号大阪港八尾線                     | 22.3           | 吹田方面出入口      | 八尾市        |
| -                | 八尾PA     |                                                  | 22.9           | 吹田方面            | 八尾市        |
| 9                | 長原IC     | 長居公園通（府道179号住吉八尾線)                 | 26.6           | 松原方面出入口      | 大阪市 平野区 |
| 10               | 松原JCT    | E25 西名阪自動車道 阪神高速14号松原線            | 27.5           |                     | 松原市        |
| E26 阪和自動車道 |            |                                                  |                |                     |               |

## 歴史
近畿自動車道は、もともと1960年代に中央環状線の自動車専用部として計画され、後に国幹道の1つとして高速道路網に組み込まれた路線である。当初の設計では盛土構造が基本だったが、後に東海道新幹線をアンダーパスする部分を除いて全て高架・橋梁構造とする設計に変更された。
吹田 - 門真間は万博関連事業として早期に着工され、1970年3月1日に暫定2車線で開通した。一方、特に東大阪JCT以南はルート上に遺跡が点在しており発掘調査のために着工が遅れたが、1988年3月17日に全線開通した。

### 年表
- 1966年（昭和41年）7月1日 : 国土開発幹線自動車道建設法において、近畿自動車道名古屋大阪線（起点：名古屋市、終点：吹田市、主たる経過地：四日市市 天理市 大阪市 附近）が国幹道の予定路線に定められる。
- 1967年（昭和42年）
  - 11月9日 : 第17回国土開発幹線自動車道建設審議会（以下国幹審）において、近畿自動車道名古屋大阪線 松原 - 吹田間（延長：25km、事業費：550億円、連結位置：大阪市 東大阪市 門真市 摂津市 吹田市 付近）の基本計画が策定。[14][15]
  - 11月22日 : 高速自動車国道の路線を指定する政令（第2次改正）において、近畿自動車道松原吹田線（起点：松原市、終点：吹田市、重要な経過地：大阪市 八尾市 東大阪市 大東市 門真市 守口市 摂津市 茨木市）が高速自動車国道の路線として指定される。
- 1968年（昭和43年）
  - 3月6日 : 第18回国幹審において、近畿自動車道名古屋大阪線 松原 - 吹田間（延長：27.5km、事業費：440億円、IC位置：松原市 大阪市 八尾市 東大阪市（2箇所） 門真市 摂津市 吹田市）の整備計画が策定。[16][17]
  - 4月1日 : 近畿自動車道名古屋大阪線 松原 - 吹田間の施工命令。[17]
- 1970年（昭和45年）3月1日 : 吹田IC - 門真IC間（11.2km）開通。[9][10]
  - 当時は現在の上り線（吹田IC方面行）のみ供用の暫定2車線であり、万博開催期間中は午前2時 - 午後2時の間は上り一方通行、午後2時 - 午前2時の間は下り一方通行とする規制が行われていた。[18]
- 1972年（昭和47年）
  - 6月30日 : 高速自動車国道の路線を指定する政令（第7次改正）において、近畿自動車道松原吹田線に代わり、近畿自動車道天理吹田線（起点：天理市、終点：吹田市、重要な経過地：大和郡山市 柏原市 藤井寺市 松原市 大阪市 八尾市 東大阪市 大東市 門真市 守口市 摂津市 茨木市）が高速自動車国道の路線として指定される。
  - 12月18日 : 吹田IC - 門真IC4車線化完成。[19]
- 1975年（昭和50年） : 摂津北IC供用。
- 1976年（昭和51年）3月22日 : 門真IC - 東大阪北IC間（3.5km、大東鶴見付近以北は完成4車線、以南は完成6車線、事業費130億円）開通。[20][21]
- 1983年（昭和58年）12月7日 : 東大阪北IC - 東大阪JCT間開通。大東鶴見IC供用。[22]
- 1987年（昭和62年）3月3日 : 東大阪JCT - 八尾IC間（5.4km、完成6車線、事業費643億円）開通。[23][24][25]
- 1988年（昭和63年）3月17日 : 東大阪南ICおよび八尾IC - 松原IC間（6.1km、完成6車線、事業費520億円）が開通し、全線開通[13]。同時に西名阪自動車道と接続。またそれまで松原ICとしていた地点を松原JCTと改める。
- 1990年（平成2年） : 国際花と緑の博覧会に伴う交通対策として、現門真JCT付近に北行仮入口ランプを設置、茨木本線料金所で縦列収受を実施。[26][27]
- 1994年（平成6年）7月20日 : 吹田JCT改築に伴い、名神高速道路と中国自動車道に直接接続（それまでは一旦、吹田ICまたは中国吹田ICで流出入という形をとる必要があった）。また同時に茨木本線料金所が廃止される。[28][29]
- 1995年（平成7年）4月4日 : 東大阪PA（下り線のみ・松原IC方面）供用開始。
- 2005年（平成17年）10月1日 : 日本道路公団の民営化に伴い西日本高速道路が道路管理者になる。
- 2010年（平成22年）3月20日 : 門真JCTで第二京阪道路と接続し、門真JCT - 大東鶴見ICが4車線から6車線に拡幅。
- 2014年（平成26年）
  - 3月23日 : 守口JCTで阪神高速12号守口線と接続（12号守口線から近畿道松原JCT方面への連結路を除く）[30]。
  - 3月29日 : 八尾PA（上り線のみ・吹田IC方面）供用開始[31]。
  - 7月30日 : 守口JCTの阪神高速12号守口線から近畿自動車道松原JCT方面への連結路が開通[30][32]。
- 2015年（平成27年）3月29日 : 松原JCTの近畿自動車道⇔阪神高速14号松原線連絡路が開通[33]。
- 2017年（平成29年）6月3日 : 料金体系を変更し、均一料金制から対距離制となる。[34]
- 2019年（令和元年）9月2日 : 長原インターチェンジで料金所の運用を開始。[35]
- 2022年（令和4年）4月1日 : 車種間料金比率の激変緩和措置終了により、中型車の料金を変更。[36]

## 路線状況

### 車線・最高速度
| 区間                      | 車線   | 車線   | 車線   | 最高速度              | 最高速度         | 設計速度 | 備考 |
| 区間                      | 上下線 | 上り線 | 下り線 | 大型貨物等 三輪・牽引 | 左記を除く車両   | 設計速度 | 備考 |
| ------------------------- | ------ | ------ | ------ | --------------------- | ---------------- | -------- | ---- |
| 吹田JCT/IC - 茨木料金所跡 | 4      | 2      | 2      | 60 km/h （指定）      | 60 km/h （指定） | 60 km/h  |      |
| 茨木料金所跡 - 摂津北IC   | 4      | 2      | 2      | 80 km/h               | 80 km/h （指定） | 80 km/h  |      |
| 摂津北IC - 摂津南IC       | 5      | 3      | 2      | 80 km/h               | 80 km/h （指定） | 80 km/h  |      |
| 摂津南IC - 門真JCT        | 4      | 2      | 2      | 80 km/h               | 80 km/h （指定） | 80 km/h  |      |
| 門真JCT - 松原JCT         | 6      | 3      | 3      | 80 km/h               | 80 km/h （指定） | 80 km/h  |      |
| 松原JCT内                 | 4      | 2      | 2      | 80 km/h               | 80 km/h （指定） | 80 km/h  |      |

- 東京外環自動車道と同様、道路照明灯は全区間に設置されている。

### サービスエリア・パーキングエリア
休憩施設は上り線の八尾パーキングエリア (PA) と下り線の東大阪PAの2か所設置されており、東大阪PAはコンビニエンスストアのセブン-イレブン(元ミニストップ)が営業中。上り線の八尾PAはトイレのみとなっている。ガソリンスタンドやレストランの設置されたサービスエリア・パーキングエリアはない。

### 道路管理者
- 西日本高速道路 関西支社
  - 吹田管理事務所 : 吹田JCT - 長原IC
  - 南大阪高速道路事務所 : 長原IC - 松原JCT

#### ハイウェイラジオ
- 近畿茨木（吹田JCT - 摂津北IC）
- 東大阪（門真JCT - 東大阪JCT）
- 八尾（東大阪北IC - 八尾料金所）

### 料金
かつては均一制であったが、2017年（平成29年）6月3日、ETC利用を基本とする対距離制に変更された。非ETC車は、単純支払方式のままで利用可能な最長区間に対する料金となり、同じ区間・車種でも方向によって料金が異なる場合がある。事業許可上は区間料金制とされており、既存の対距離制区間（名神・中国道など）とは利用距離を通算しないで別に料金を算定する。
料金水準は大都市近郊区間と同等であるが、非ETC車の負担増などを考慮し、激変緩和措置として下限・上限料金が設定されている。
2019年（令和元年）10月1日改定
- 軽自動車等 : 下限250円 - 上限640円
- 普通車 : 下限270円 - 上限760円
- 中型車 : 下限280円 - 上限800円
- 大型車 : 下限340円 - 上限1,150円
- 特大車 : 下限460円 - 上限1,800円

同時に料金体系が変更された西名阪道および阪和道（岸和田和泉IC以北）と連続して通行する場合、松原JCTを境にそれぞれの道路の料金を合算する。ただし、近畿道と阪和道を連続して通行するETC車に限り、合算後の料金に対して上限額が設定される。
なお、松原JCTの隣にある長原ICや阪和自動車道の松原ICで乗り降りし、松原JCTを利用する場合（西名阪自動車道と相互利用する場合も含む。）は、長原IC - 松原JCT間または松原JCT - 松原IC間の末端区間の料金は請求されない。これは、近畿自動車道及び阪和自動車道が松原JCTを境に均一制の料金制度を採用しているためである。料金制度上は松原JCTが起点である。但し、長原IC - 松原IC間のみを利用する場合は特定料金（普通車220円）がかかる。また阪神高速14号松原線と相互利用する場合も長原IC - 松原JCT間または松原JCT - 松原IC間の末端区間の特定料金が請求される。(長原IC - 松原JCT間は普通車190円、松原JCT - 松原IC間は普通車220円)
車種間料金比率も見直され、均一制であったときは普通車と中型車が同額に設定されていたが、既存の対距離制区間と同じく普通車より中型車を高く設定するようになった。これについても激変緩和措置があり、本則は普通車 1 に対し中型車 1.2 のところ、2022年3月までは中型車 1.07 としている。

### ETC割引

#### 時間帯割引
大都市近郊区間扱いのため、2014年4月1日以降は深夜割引のみとなっている。均一制であったときは、料金を徴収する料金所1ヵ所の通過時刻のみで判定していたが、2017年6月3日以降は、入口発券方式の道路と同様に入口と出口の2ヵ所の通過時刻で以って判定する方式に変更され、フリーフローアンテナの通過時刻も判定に用いる。

#### 大阪都心流入割引
2017年6月3日開始。阪神高速1号環状線の出入口と第二京阪道路、阪神高速13号東大阪線（中野出入口 - 第二阪奈接続部）、西名阪道および南阪奈道路（南阪奈有料道路を含む）の指定出入口との間を相互に通行する場合、守口JCT・阪神高速12号守口線経由、東大阪JCT・阪神高速13号東大阪線経由、松原JCT・阪神高速14号松原線経由のいずれを選択しても、最安料金となる経路の料金と同額になるよう、本道路および阪神高速の料金を割り引く。
- 道路事業者ごとの内訳まで同額になるとは限らない。
- ETC2.0に限り、第二京阪を通過する場合（京滋バイパス・新名神 - 第二京阪 - 近畿道）も割引対象になる。従来型ETCおよびETC2.0とも、巨椋池本線料金所を通過する場合は割引対象外。

### 交通量
24時間交通量（台） 道路交通センサス
| 区間                    | 平成11（1999）年度 | 平成17（2005）年度 | 平成22（2010）年度 | 平成27（2015）年度 | 令和3（2021）年度 |
| ----------------------- | ------------------ | ------------------ | ------------------ | ------------------ | ----------------- |
| 吹田JCT - 摂津北IC      | 082,880            | 081,362            | 065,461            | 065,433            | 057,128           |
| 摂津北IC - 摂津南IC     | 105,200            | 102,581            | 087,039            | 085,325            | 079,786           |
| 摂津南IC - 守口JCT      | 093,181            | 090,446            | 075,418            | 075,301            | 068,943           |
| 守口JCT - 門真IC        | 093,181            | 090,446            | 075,418            | 074,581            | 067,799           |
| 門真IC - 門真JCT        | 079,615            | 078,096            | 065,875            | 065,420            | 058,003           |
| 門真JCT - 大東鶴見IC    | 079,615            | 078,096            | 063,225            | 100,503            | 101,151           |
| 大東鶴見IC - 東大阪北IC | 102,354            | 098,626            | 106,593            | 121,553            | 119,861           |
| 東大阪北IC - 東大阪JCT  | 084,176            | 082,599            | 092,322            | 108,062            | 104,726           |
| 東大阪JCT - 東大阪南IC  | 077,895            | 085,673            | 080,043            | 090,752            | 091,458           |
| 東大阪南IC - 八尾IC     | 089,487            | 093,468            | 095,529            | 104,432            | 104,632           |
| 八尾IC - 長原IC         | 070,300            | 076,380            | 076,729            | 085,378            | 087,927           |
| 長原IC - 松原JCT        | 105,017            | 116,150            | 114,000            | 118,266            | 087,927           |
| 松原JCT - 松原IC        | 105,827            | 116,662            | 123,144            | 121,902            | 116,494           |

（出典：「道路交通情勢調査票 平成17年度」（大阪府ホームページ）「平成22年度道路交通センサス」・｢平成27年度全国道路・街路交通情勢調査」・｢令和3年度全国道路・街路交通情勢調査｣（国土交通省ホームページ）より一部データを抜粋して作成）
- 令和2年度に実施予定だった交通量調査は、新型コロナウイルスの影響で延期された[39]。

2002年度 日平均交通量（2003年度日本道路公団年報より）
- 総交通量 : 13万8033台（前年度比97.5%）
- 料金収入
  - 年間 : 226億2906万7000円(95.8%)
  - 日平均 : 6199万7000円

## 地理

### 通過する自治体
- 大阪府
  - 吹田市 - 茨木市 - 摂津市 - 守口市 - 門真市 - 大阪市鶴見区 - 門真市 - 大阪市鶴見区 - 大東市 - 大阪市鶴見区 - 東大阪市 - 八尾市 - 東大阪市 - 八尾市 - 大阪市平野区 - 八尾市 - 大阪市平野区 - 松原市

### 接続する高速道路
- E1 名神高速道路 （吹田IC/JCTで接続）
- E2A 中国自動車道 （吹田IC/JCTで直結）
- 阪神高速12号守口線 （守口JCTで接続）
- E89 第二京阪道路 （門真JCTで接続）
- 阪神高速2号淀川左岸線（門真JCTで接続:事業中）
- 阪神高速13号東大阪線（東大阪JCTで接続）
- E25 西名阪自動車道（松原JCTで接続）
- 阪神高速道路14号松原線（松原JCTで接続）
- E26 阪和自動車道（松原JCTで直結）